# Hate the Other Side
«Hate the Other Side» (с англ. — «Ненавижу другую сторону») — песня американского рэпера Juice WRLD и американского музыкального продюсера Marshmello при участии Polo G и The Kid Laroi с третьего студийного альбома Legends Never Die, выпущенная 10 июля 2020 года на лейблах Grade A Productions и Interscope Records.

## Музыкальное видео
Визуализация трека вышла 15 июля 2020 года на YouTube-канале Juice WRLD. Видео было срежиссировано Ricky Yee. В видео уличный художник Дэвид Гарибальди создаёт портрет погибшего Juice WRLD, а так же остальных участников песни. В финале клипа демонстрируются все четыре готовых портрета.

## Коммерческий успех
Песня дебютировала под номером 10 в американском чарте Billboard Hot 100.

## Чарты
| Чарт (2020)                            | Высшая позиция |
| -------------------------------------- | -------------- |
| Австралия (ARIA)                       | 15             |
| Канада (Billboard Canadian Hot 100)    | 12             |
| Новая Зеландия (RMNZ)                  | 3              |
| UK Streaming (Official Charts Company) | 25             |
| США (Billboard Hot 100)                | 10             |
| США (Billboard Hot R&B/Hip-Hop Songs)  | 8              |
| США Rolling Stone Top 100              | 6              |